# Brauccipycnodus
Brauccipycnodus pillae è una specie di pesce osseo appartenente ai picnodontiformi, vissuta nell'Albiano (Cretaceo inferiore) e i cui fossili sono stati ritrovati nella zona di Pietraroja (Campania, Italia meridionale).

## Descrizione
Si tratta di un piccolo pesce picnodontiforme, con una lunghezza inferiore ai 10 cm e un corpo profondo, la cui massima profondità corrisponde a circa otto decimi della lunghezza standard.
Il cranio è di grandi dimensioni rispetto al corpo, con regioni preorbitale e postorbitale corte. L'orbita è ampia e la finestra temporale è ben sviluppata. Come altri membri della famiglia Pycnodontidae, Brauccipycnodus pillae presenta un processo a forma di pennello sul parietale, carattere distintivo del gruppo.
All'interno della famiglia, Brauccipycnodus è incluso in un sottogruppo primitivo, caratterizzato dalla presenza di scudi dorsali della cresta con spine robuste, denti vomerini e prearticolari con un contorno debolmente crenulato e due assonosti liberi prima del primo pterigioforo dorsale.

## Classificazione
I fossili di questa specie vennero inizialmente descritti da Louis Taverne nel 2007 come una nuova specie del genere Proscinetes (P. pillae). In seguito, nel 2021, lo stesso Taverne insieme a Luigi Capasso ridescrisse questa specie come appartenente a un nuovo genere, Brauccipycnodus.
L'analisi filogenetica dello studio mostra che Brauccipycnodus pillae occupa una posizione intermedia tra il clado formato da Akromystax e Stemmatodus, da un lato, e quello comprendente Stenamara e Turbomesodon, dall’altro. L'appartenenza alla famiglia Pycnodontidae è confermata dalla morfologia cranica e dalla presenza di caratteri distintivi comuni ai picnodontidi primitivi.